# Longitarsus alfierii
Longitarsus alfierii là một loài bọ cánh cứng trong họ Chrysomelidae. Loài này được Pic miêu tả khoa học năm 1923.